# Chilantaisaurus tashuikouensis
Il chilantaisauro (Chilantaisaurus tashuikouensis) è un dinosauro carnivoro appartenente ai carnosauri. Visse all'inizio del Cretaceo superiore  (Turoniano, circa 95 milioni di anni fa) e i suoi resti fossili sono stati ritrovati in Cina.

## Descrizione
Noto per scarsi resti fossili, questo dinosauro poteva raggiungere notevoli dimensioni, e doveva essere uno dei più grandi teropodi del Cretaceo dell'Asia; probabilmente raggiungeva i 12 metri di lunghezza e poteva pesare 4 tonnellate. Altre stime (Brusatte et al., 2010) fanno supporre un peso di addirittura 6 tonnellate. Era armato di potenti fauci con forti denti seghettati, mentre gli arti anteriori erano relativamente lunghi e dotati di lunghi artigli ricurvi.

## Classificazione
Chilantaisaurus ("lucertola Ch'i-lan-t'ai") fu descritto per la prima volta da Hu nel 1964, sulla base di alcuni resti fossili provenienti dalla formazione Ulanshai della Cina settentrionale. Lo studioso descrisse due specie, Chilantaisaurus tashuikouensis e C. maortuensis; in realtà, l'ultima specie è stata in seguito riclassificata come un altro genere di grande teropode (Shaochilong). 
Hu ritenne che Chilantaisaurus fosse un carnosauro strettamente imparentato con Allosaurus, ma studi seguenti suggerirono che fosse uno spinosauride, forse un membro primitivo del gruppo (Sereno, 1998; Chure, 2002; Rauhut, 2001), a causa dei grandi artigli sulle zampe anteriori, che si pensava fossero uniche a quel gruppo di dinosauri carnivori. 
Un ulteriore studio del 2009 ha dimostrato che Shaochilong era in realtà un carnosauro appartenente ai neovenatoridi, una famiglia di carnivori con grandi arti anteriori e artigli lunghi e ricurvi, imparentati con Allosaurus (come Hu aveva inizialmente ritenuto).
Al genere Chilantaisaurus sono state attribuite altre specie: oltre alla già citata C. maortuensis, anche C. zheziangensis (ora considerata un terizinosauro, forse Nanshiungosaurus) e C. sibiricus (un tempo noto come "Allosaurus sibiricus"), proveniente dalla Siberia e nota solo attraverso frammenti fossili. In verità quest'ultimo esemplare (assolutamente frammentario) è di difficile interpretazione e potrebbe essere più strettamente imparentato con Megaraptor che con Chilantaisaurus, sempre all'interno dei Neovenatoridi.